# 宮崎奕保
宮崎 奕保（みやざき えきほ、1901年〈明治34年〉11月25日 - 2008年〈平成20年〉1月5日）は、日本の僧。曹洞宗大本山永平寺第78世貫首。曹洞宗管長。道号法諱「栴崖奕保」、黙照天心禅師。永平寺の史上最高齢の住職だった。

## 略歴
兵庫県加西市出身。1915年加古川市の福田寺で得度し、駒澤大学専門部卒。1929年、福田寺住職。1946年、永平寺単頭、1976年、札幌市中央区の中央寺住職。1981年、永平寺監院。1985年、同寺副貫首。1993年、永平寺第78世貫首に就任。
2008年1月5日、札幌市内の病院にて老衰のため、106歳（享年108）で遷化。死後、加西市名誉市民の称号が贈られた。

## 人物
厳格な仏教僧として知られ、肉は一切食さず生涯独身を貫いた。史上最高齢の住職として100歳を過ぎても若い僧と修行を続けた。仏教界のみならず、部落解放基本法制定要求国民運動中央実行委員会会長やNGO日本国際福祉協会名誉顧問も長年務めた。
2004年にはNHKにて、立松和平がインタビュアーを務めたドキュメンタリー「永平寺 104歳の禅師」で取り上げられ、大きな反響を呼んだ。

## 著書
- 『また逢いましょう』（瀬戸内寂聴との対談）朝日新聞社、2005年9月、　ISBN 978-4-02-250030-4
- 『若き仏たちへ』ばんたか、1982年（2005年7月に新編が刊行）
- 『経行口伝考』[要文献特定詳細情報]
- 『髪を断ずるは』[要文献特定詳細情報]